# Verne (cráter)
Verne es un pequeño cráter de impacto perteneciente a la cara visible de la Luna. Está situado sobre el Mare Imbrium, entre el cráter Euler al oeste y el cráter Lambert en el este. Sus vecinos más cercanos son otros dos pequeños cráteres pareados, Artemis y Felix situados al norte.
|  |

La forma del cráter es similar a la de una copa. La altura del brocal sobre el terreno circundante es de unos 70 m.
El nombre procede de una designación originalmente no oficial contenida en la página 40A4/S1 de la serie de planos del Lunar Topophotomap de la NASA, que fue adoptada por la UAI en 1976.
No se debe confundir este pequeño impacto con el cráter más grande Jules Verne, llamado así por el escritor francés Julio Verne.